# Leon Piesowocki
Leon Stanisław Piesowocki (ur. 9 grudnia 1925 w Poznaniu, zm. 20 lutego 2024 w Montélimar) – polski malarz tworzący na emigracji w Wielkiej Brytanii i Francji.

## Życiorys
Syn Juliusza Piesowockiego (1889-1979) i Łucji z Kurowskich (1894-1972). Wychowywał się w Poznaniu, poza roczną przerwą, w latach 1935-1936 przebywał z rodziną w Berlinie. Ze względu na niemieckie obywatelstwo został w 1943 powołany do służby w Wehrmachcie i skierowany do Bourg-en-Bresse we Francji, a następnie w okolice Livorno we Włoszech, gdzie zdezerterował i dołączył do wojsk alianckich. 
Początkowo przebywał w polskim obozie przejściowym w Bazie 2 Korpusu Polskiego, który był zlokalizowany w Mottola koło Tarentu, a następnie otrzymał przydział do 1 Batalionu Strzelców Karpackich, w stopniu strzelca. Po zakończeniu wojny zamieszkał w Rzymie i studiował w Accademia di belle arti di Roma, w 1946 został ewakuowany do Wielkiej Brytanii i tam kontynuował naukę rysunku i malarstwa w polskim Studium Malarstwa Sztalugowego i Grafiki Użytkowej w Waldingfield k. Sudbury, gdzie wykładowcami byli m.in. Marian Bohusz-Szyszko i Wojciech Jastrzębowski. W czerwcu 1947 został zdemobilizowany.
Rozpoczął pracę w Biurze Projektowania Miast w Portsmouth. Po uzyskaniu stypendium Komitetu do Spraw Oświaty Polaków rozpoczął naukę w Sir John Cass College of Art w Londynie. Był współzałożycielem Grupy 49, której członkowie tworzyli rysunki i ilustracje publikowane na łamach Orła Białego oraz organizowali coroczne wystawy w Kingley Gallery, a następnie w Grabowski Gallery. W 1952 wspólnie z Zygmuntem Kowalewskim założył firmę, która zajmowała się projektowaniem i wykonywaniem witryn, ich klientami były przede wszystkim biura podróży i firmy transportowe. Również w 1952 poślubił Tillę Benderm, dwa lata później został ojcem córki Krystyny. W 1960 razem z rodziną przeprowadził się do Steyning, gdzie stworzył pracownię i warsztat drukarski, był to bardzo twórczy okres, a jego prace pokazano na kilku wystawach indywidualnych. Po jednej z podróży do Prowansji w 1976 podjął decyzję o przeprowadzce do Pont-de-Barret, miało to negatywny wpływ na współpracę z galeriami. W 1981 zamieszkał we Frankfurcie, gdzie współpracował z Figuren Theater, dla którego projektował scenografie i plakaty, dodatkowym zajęciem było ilustrowanie książek dla dzieci. W tym czasie związał się z Marie Luise Ritter, która w 1982 urodziła drugą córkę artysty Saskię. W 1984 powrócił do Francji i zamieszkał w Manas k. Montélimar.

## Twórczość
Różnorodne umiejętności stylistyczne Piesowockiego sprawiły, że przez całe życie zmieniał jego styl malarski, stosowane techniki wyrazu i podejmowane tematy. W jego twórczości przeważają krajobrazy i akty kobiece, w części prac daje się zauważyć symboliczne ich połączenie. Preferowanym stylem malowania we wczesnych pracach była technika olejna, serigrafia i tworzenie malowanych form przestrzennych w formie nacinanych i składanych obrazów i grafik. Dojrzały okres twórczości charakteryzują akwarele oraz mieszana technika akwareli oraz rysowania piórem i atramentem. Prace Leona Piesowockiego znajdują się w kolekcjach m.in. Muzeum Wiktorii i Alberta w Londynie, Museum and Art Gallery w Bradford, City and Art Museum w Oldham, Stedelijk Museum w Amsterdamie, Museum Boijmans Van Beuningen w Rotterdamie, University of Pittsburg, Muzeum Okręgowe im. Leona Wyczółkowskiego w Bydgoszczy, Muzeach Narodowych w Warszawie i Poznaniu oraz w Muzeum Uniwersyteckim w Toruniu.

## Odznaczenia
- Srebrny Medal „Zasłużony Kulturze Gloria Artis” (2021)[5]
- Medal „Pro Bono Poloniae”[6]